# Edmund Blunden
Edmund Charles Blunden, född den 1 november 1896 i London, död den 20 januari 1974 i Long Melford, var en  engelsk skald och kritiker.
Blunden studerade i Oxford och var 1924–1927 professor i engelsk litteratur vid universitetet i Tokyo. Som skald tillhörde han närmast den naturbeskrivande skolan inom engelsk poesi (exempelvis diktsamlingarna The Waggoner, 1920, och The Shepherd, 1922), men i hans senare samlingar English Poems (1925), Retreat (1928) finns det tecken på, att han har fått en vidare horisont än landsbyns. Som kritiker gjorde han sig bemärkt genom sitt framdragande av glömda skalder (som John Clare och Christopher Smart) och särskilt genom sin värdering (1927) av den walesiske 1600-talsskalden Henry Vaughan, med vilken han kände sig andligt befryndad, utan att själv nå hans storhet i den poetiska uppfattningen. Åren 1966–1968 innehade Blunden professuren i poesi vid Oxfords universitet.